# Pratifelis martini
Pratifelis martini es un especie extinta de felino que vivió en  América del Norte durante el  Mioceno  hace entre 10,3  y 4,9 millones de años aproximadamente. En 1911 ,  H. T. Martin descubrió una quijada del animal en el condado de Wallace (Kansas) en 1911, y el paleontólogo Claude W. Hibbard lo documentó como una nueva especie.
P. martini' , un gato de cara corta, era probablemente más grande que el moderno puma.